# David Barnes
David Barnes (ur. 22 lutego 1986) – australijski łucznik, brązowy medalista mistrzostw świata, dwukrotny olimpijczyk, przedsiębiorca.

## Życie prywatne
Studiował stomatologię na Uniwersytecie Adelajdzkim. Łucznictwo uprawiał do 2007, gdy zrezygnował ze sportu wyczynowego na rzecz założenia rodziny i firmy zajmującej się dystrybucją sprzętu dla branży fitness. Do sportu powrócił w 2017 i już rok później ponownie znalazł się w reprezentacji Australii.

## Wyniki
| Impreza            | Rok   | Miejsce          | Konkurencja   | Pozycja |                      |      |       |               |     |
| ------------------ | ----- | ---------------- | ------------- | ------- | -------------------- | ---- | ----- | ------------- | --- |
| Impreza            | Rok   | Miejsce          | Konkurencja   | Pozycja | Igrzyska olimpijskie | 2004 | Ateny | indywidualnie | 36. |
| drużynowo          | 6.    |                  |               |         | Igrzyska olimpijskie | 2004 | Ateny |               |     |
| 2020               | Tokio | indywidualnie    | 33.           |         | Igrzyska olimpijskie |      |       |               |     |
| 2020               | Tokio | drużynowo        | 9.            |         | Igrzyska olimpijskie |      |       |               |     |
| Mistrzostwa świata | 2001  | Pekin            | indywidualnie | 28.     |                      |      |       |               |     |
| Mistrzostwa świata | 2001  | Pekin            | drużynowo     | 20.     |                      |      |       |               |     |
| Mistrzostwa świata | 2003  | Nowy Jork        | indywidualnie | brąz    |                      |      |       |               |     |
| Mistrzostwa świata | 2003  | Nowy Jork        | drużynowo     | 15.     |                      |      |       |               |     |
| Mistrzostwa świata | 2007  | Lipsk            | indywidualnie | 15.     |                      |      |       |               |     |
| Mistrzostwa świata | 2007  | Lipsk            | drużynowo     | 12.     |                      |      |       |               |     |
| Mistrzostwa świata | 2019  | 's-Hertogenbosch | indywidualnie | 57.     |                      |      |       |               |     |
| Mistrzostwa świata | 2019  | 's-Hertogenbosch | drużynowo     | 5.      |                      |      |       |               |     |
| Mistrzostwa świata | 2019  | 's-Hertogenbosch | mikst         | 25.     |                      |      |       |               |     |